# Галкин, Александр Александрович (шахматист)
Александр Александрович Га́лкин (род. 1 февраля 1979, Ростов-на-Дону) — российский шахматист, гроссмейстер (1997), юрист.

## Биография
Родился и вырос в Ростове-на-Дону. Окончил факультет МАС (механизация и автоматизация в строительстве) Ростовского Государственного Строительного Университета (2005 год), экономический факультет Ростовского Государственного Экономического Университета (2013 год), юридический факультет Ростовского Государственного Экономического Университета (2017 год) с красным диплом. Награжден памятным знаком 80 лет Ростовской области за заслуги перед регионом.
Первым тренером Александра стал международный мастер Александр Петрушин, под его руководством шахматист быстро выбился в число ведущих российских юниоров, неоднократно становился победителем и призером детских первенств страны и Всемирной юношеской олимпиады в составе сборной России. 
Вторым тренером Александра стал известный международный арбитр и мастер Александр Островский. Островский пользовался большим авторитетом в донских и российских шахматах и сумел помочь шахматисту с финансированием, «пробил» стипендию и участие в необходимых для дальнейшего роста турнирах. Молодой спортсмен совершил стремительный взлет, вершиной которого стала победа в чемпионате России до 20 лет, а затем и в чемпионате мира среди юниоров. Годом ранее Галкин стал чемпионом мира среди студентов.
Александр является действующим тренером. Занимается с ведущими российскими юниорами. В 2016 году он получил премию «Лучший детский тренер года» от ФШР. По состоянию на 2024 год ведет занятия с ведущими донскими юниорами в городском шахматном клубе Ростова-на-Дону. Является председателем тренерского совета шахматной федерации Ростовской области и главным тренером сборных команд Ростовской области по шахматам.
Александр также является автором шахматных книг по эндшпилю.
Активно участвует в политической жизни своего региона, пишет экономические обзоры в газетах и журналах. Женат, растит сына.

## Спортивные достижения
Гроссмейстер России по шахматам (2005).
Двукратный чемпион России среди юношей (1990, 1993).
Чемпион России среди юниоров (1999).
Чемпион мира среди юниоров (1999).
Вице-чемпион СССР среди юношей (1991).
Вице-чемпион Европы среди юношей (1991).
Победитель Всемирной юношеской шахматной Олимпиады в составе сборной команды России (1994).
Чемпион России среди клубных команд в составе команды «Химик» (1999)
Вице-чемпион России среди клубных команд в составе команд «Университет» (1998) и СГСЭУ.
Призёр чемпионата России среди клубных команд «Дон-СДЮШОР» (1996), «Норильский Никель» (2003).
Победитель и призёр международных турниров, проходивших в различных странах мира (Россия, Франция, Швейцария, Швеция и проч.).
Участник двух Чемпионатов мира среди мужчин (Индия 2000 и Ливия 2004). Участник Кубка Мира среди мужчин 2007 (г. Ханты-Мансийск).
В 2011 году вышел в Суперфинал чемпионата России.

## Книги
- А. Галкин «Ферзевый эндшпиль. 81 урок гроссмейстера». Издательство «Андрей Ельков», Москва, 2024 – 288 с. ISBN 978-5-907785-02-1
- А. Галкин «Легкофигурный эндшпиль. 87 уроков гроссмейстера». Издательство «Андрей Ельков», Москва, 2024 – 256 с. ISBN 978-5-907785-03-8
- А. Галкин «Ладейный эндшпиль. 131 мастер-класс от гроссмейстера». Издательство «Андрей Ельков», Москва, 2023 – 392 с. ISBN 978-5-907077-67-6
- А. Галкин «Нестандартный эндшпиль». Издательство «Андрей Ельков», Москва, 2023 – 240 с. ISBN 978-5-906254-96-2
- А. Галкин «Калейдоскоп гроссмейстерских ошибок». - М. : ИП Дорофеева Анна Геннадьевна, 2023. - 80 с. ISBN 978-5-907062-42-9
- А. Галкин «Недооценка контригры соперника. Эндшпиль». - М. : ИП Дорофеева Анна Геннадьевна, 2020. - 224 с. ISBN 978-5-907062-15-3
- А. Галкин «Недооценка контригры соперника. Миттельшпиль». - М. : ИП Дорофеева Анна Геннадьевна, 2020. - 240 с. ISBN 978-5-907062-15-3
- А. Галкин «С первого шага». - М. : ИП Дорофеева Анна Геннадьевна, 2021
- А. Галкин «Профессия тренер: актуальные проблемы практической работы». - Ростов-на-Дону. : ИП Дорофеева Анна Геннадьевна, 2019. - 221 с. ISBN 978-5-797225-77-5
- А. Галкин «Развитие атаки на короля». - М. : ИП Дорофеева Анна Геннадьевна, 2022. - 80 с. ISBN 978-5-907062-36-8
- A. Galkin / 101 Endgame Crimes and Punishments. - LLC Elk and Ruby Publishing House, 2020 ISBN 978-5-6041770-4-4
- A. Galkin / 111 Middlegame Crimes and Punishments. - LLC Elk and Ruby Publishing House, 2020 ISBN 978-5-6041770-9-9
- A. Galkin / 101 Endgame Masterclasses: Rooks and Material Imbalances. - LLC Elk and Ruby Publishing House, 2022 ISBN 978-5-604784877

## Изменения рейтинга
| График не отображается по техническим причинам. Чтобы исправить это, воспроизведите график в новом формате, если это возможно. |